# Poszttraumás növekedés
A poszttraumás növekedés, stresszel kapcsolatos növekedés vagy előnytalálás (angolul "Posttraumatic growth", "stress-related growth" vagy "benefit finding" egy olyan pozitív, pszichológiai változás, amely azután jöhet létre, hogy a személy valamilyen szerencsétlenséget, traumát élt át, és amely egy magasabb fokú működéshez vezet az életben. Különböző kutatásokban poszttraumás növekedést (PTN) találtak többek között: halálosnak ítélt betegségeket és halálközeli élményt átélt, illetve súlyos veszteségeket (abúzus, katasztrófák, balesetek, háború, stb.) túlélt személyeknél.
A poszttraumás növekedés lényege nem az érintettek felépülése, és az érzelmi megterhelés előtti működési szintre való visszatérés egy traumát követően, ez inkább egyfajta lehetőség a személyes növekedésre is. Az érintett személyek pozitív változásokat észlelhetnek mind gondolkodásukban, mind a világ történéseihez való általános viszonyulásukkal kapcsolatban.
A jelenséget jellemzi, hogy a traumát átélő személy kevésbé hevesen reagál, illetve gyorsabban épül fel, amikor életében egy, a már átélthez hasonló stresszorral találkozik. Ez annak következménye lehet, hogy a személy már ismeri az adott helyzetet, megtanulta, hogyan küzdjön meg az adott stresszorral.
A fogalom leginkább az egészségpszichológiában és a pozitív pszichológiában használatos. Richard G. Tedeschi és Lawrence G. Calhoun nevéhez köthető, akik az 1990-es években kezdték el használni azt a University of North Carolina egyetemen végzett kutatásaik alapján. Tedeschi szerint a traumákat túlélők 90%-a számol be a poszttraumás növekedés valamilyen aspektusáról, mint például az élet magasabb fokú megbecsüléséről.

## Legfontosabb aspektusok[2]
Súlyos betegségen átesett személyek körében jellemző, hogy miután átvészelték a problémát, megnövekedett az optimizmusuk, illetve a kritikus eseményekre adott pozitív válaszaik; úgy érezték, hogy a betegség pozitívan alakította az életüket. Poszttraumás növekedés esetén az alábbi pozitív változások figyelhetők meg az érintetteknél:
- az élet fokozottabb értékelése
- a különböző területeken való növekedés (pl. elfogadóbbá, jobban alkalmazkodóvá, együttérzőbbé, türelmesebbé, erősebb emberré váltak)
- a pozitív érzelmek fokozódása, mint a hála és az öröm
- módosult, hogy mit tartanak fontosnak az életben: többet kezdtek foglalkozni a családi dolgokkal és a baráti kapcsolataikkal
- megtanulhatták, hogy minden életnek van célja, és mindenkinek szüksége van szeretetre, valamint ráeszmélhettek az egész emberiség jövőjének fontosságára
- jobban tudták kezelni a problémákat és a stresszt
- jobban megbecsülték a másoktól kapott támogatást és szeretetet
- inkább kifejezték érzelmeiket, mint a trauma bekövetkezte előtt, és jobban elfogadták az élet alakulását
- inkább képessé váltak a jelenben élni, mint vágyakozni és szorongani a múlt vagy a jövő miatt; így jobban is értékelnek minden egyes napot
- érzelmi, egzisztenciális és spirituális életük gazdagodott, és nyitottabbá váltak ilyen irányú dolgokkal való foglalkozásra, megváltozott az érdeklődési körük, egyrészt kitágult a transzperszonális dimenzió felé, másrészt a többi ember felé is.

## Történelmi hagyományok
Az a megfigyelés, hogy a szenvedés és a distressz pozitív változásokat hozhat az ember életében, már évezredek óta ismert. Már az ókori zsidó, görög, korai keresztény, illetve hindu, buddhista és iszlám tanok is tartalmaztak olyan elemeket, miszerint a szenvedésnek pozitív, az életet átformáló hatásai lehetnek. Az emberi szenvedés megértése egyébként is mindig központi témát szolgáltatott a filozófiában, illetve a szépirodalomban, így sokszor vetődött fel a poszttraumás növekedés, mint megfigyelhető jelenség.
Tudományosan azonban csak az 1990-es években kezdtek el foglalkozni a témával. Azon elven indultak el a kutatók, miszerint érdemes lenne a korábbinál nagyobb hangsúlyt fektetni az egészségesen működő emberekre, az ő működési módjaikra. Napjainkra számtalan bizonyítékot találtak arra, hogy azon személyek, akik nagy nehézségeket élnek át, jelentős változásokat tapasztalnak életükben, amelyek közül sokat nagyon pozitívnak élnek meg. Az is kiderült az utóbbi évek kutatásainak köszönhetően, hogy a jelenség univerzálisnak mondható, ugyanis számos kultúrában, országban sikerült bizonyítani létezését, habár egyes aspektusai kultúránként eltérők lehetnek. Ezen felül a fogalmat ma már nem csak egyének, hanem olyan csoportok kapcsán is használhatjuk, mint a családok, akik közösen éltek át egy adott traumát.

## Kutatási eredmények[8]

### Elméleti megközelítések[8]
A poszttraumás növekedéssel kapcsolatban két uralkodó elméleti megközelítést említhetünk. Az egyik szerint a poszttraumás növekedés illúzió vagy megküzdési mechanizmus azzal a distresszel szemben, amit a személy identitásának, koherenciaérzékének és önértékelésének megkérdőjelezése okoz a betegsége által. Eszerint tehát a jelenség egyfajta énvédő, énfejlesztő torzításként fogható fel, amely véd a distressz ellen. A másik megközelítés szerint viszont a poszttraumás növekedés valódi, pozitív irányultságú identitásváltozást jelent, azaz az eddigi alaphiedelmek megkérdőjelezését és azok pozitív irányú változását.
Egy további javaslat szerint lehetséges, hogy a két megközelítés ugyanannak a jelenségnek két különböző arca: az alkalmazkodás illuzórikus, énvédő oldala rövid távon jelenhet meg, hosszú távon pedig az alkalmazkodás adaptív, belső változást létrehozó komponense érvényesülhet.

### Az előnykovácsolás, mint társfogalom[8]
A poszttraumás növekedés fogalmával jól összhangba hozható "előnykovácsolás" elnevezésű fogalommal kapcsolatban több kutatást is végeztek az elmúlt években. Az előnykovácsolás fogalma arra a jelenségre utal ugyanis, miszerint a súlyos, megterhelő betegséget elszenvedők sokszor számolnak be arról, hogy az átélt élmény milyen nyereségekkel járt életükben.

### A jelenséggel kapcsolatos kutatások[8]
Egy 2006-os metaelemzés szerint az előnykovácsolás magasabb értéke alacsonyabb depressziószinttel és magasabb jólétszinttel jár együtt, bár a szignifikáns kapcsolatok viszonylag gyengének mutatkoztak. Nem tudhatjuk meg továbbá a vizsgálatból, hogy az előnykovácsolás vezet-e az alacsonyabb depresszióhoz és magasabb jóléthez, vagy fordítva, akik jobban érzik magukat, azoknak elég pszichológiai erőforrásuk van ahhoz, hogy megtalálják az átélt élmények pozitív oldalait is. További kritika lehet a jelenséggel kapcsolatban, hogy a kutatók nem találtak együtt járást alacsonyabb szorongásszinttel, kedvezőbb életminőséggel vagy jobb észlelt fizikai egészséggel.
2010-ben egy másik, szintén keresztmetszeti vizsgálatokat vizsgáló metaelemzésben a poszttraumás növekedés és mentális, illetve testi egészség összefüggéseit vizsgálták daganatos betegségből felépülők, valamint HIV-fertőzéssel együttélők körében. Az elemzés során szignifikáns, de gyenge pozitív együtt járás mutatkozott a poszttraumás növekedés és a mentális egészség, valamint az észlelt testi egészség között.  A negatív mentális egészség mutatójával gyenge negatív kapcsolat mutatkozott. Az eredményekben fontos szerepet játszott a betegség óta eltelt idő is, ugyanis amennyiben rövid idő telt el, a növekedés és a negatív érzelmek közötti kapcsolat erősebb volt, hosszú idő után azonban a növekedés és a pozitív mutatók közötti együtt járás volt jelentősebb. Ez alátámaszthatja azt az elképzelést, miszerint a növekedés rövid távon segíthet tompítani negatív érzelmeket, hosszú távon pedig segítheti a mentális egészséget.
Egy frissebb, 2015-ös tanulmányban a korai előnykovácsolás magasabb későbbi pszichológiai distresszel járt együtt, illetve a magasabb korai distressz kisebb mértékű előnykovácsolást jelzett előre a követés során.
Egy 2004-es longitudinális vizsgálat, amely mellrákos betegekkel foglalkozott, szintén azt találta, hogy a kiinduláskor mért magasabb fokú előnykovácsolás a későbbi időpontban mért magasabb distresszel járt, amely így szintén erős kritikaként fogható fel a fogalom használhatóságával szemben. Figyelembe véve továbbá, hogy a súlyosabb állapotú betegek több előnyről számoltak be, feltételezhető, hogy az előnykovácsolás ebben az esetben a valóság tudomásul nem vételének, a fenyegetettséggel való megküzdést szolgáló illuzórikus torzításnak az indikátora, ami hosszabb távon nem tartható fenn, különösen, ha a betegség rosszabbra fordul. Ezek az adatok tehát közelebb állnak a növekedést énvédő torzításként tekintő megközelítéshez.
Olyan tanulmányról egyelőre nem tudunk, amely krónikus betegségek esetében az előnykovácsolás kedvező hatását mutatta volna ki hosszú távon a distresszre vagy a mentális egészségre, pedig erre szükség lenne ahhoz, ha a poszttraumás növekedést és az előnykovácsolást terápiás módszerként szeretnénk alkalmazni.